# Polymicrodon uncinatum
Polymicrodon uncinatum är en mångfotingart som beskrevs av Ribaut 1913. Polymicrodon uncinatum ingår i släktet Polymicrodon och familjen knöldubbelfotingar. Inga underarter finns listade i Catalogue of Life.